# Ida Kurcz
Idalia Maria „Ida” Kurcz (ur. 13 września 1930 w Łodzi, zm. 25 stycznia 2024 w Warszawie) – psycholog, profesor zwyczajny doktor habilitowany.

## Życiorys
Od 1951 była związana z Wydziałem Psychologii Uniwersytetu Warszawskiego. Podjęła pracę w Instytucie Psychologii PAN i w Szkole Wyższej Psychologii Społecznej.
Członek Komitetu Nauk Psychologicznych PAN, towarzystw naukowych krajowych i zagranicznych. Również redaktor czasopism i podręczników. Współpracowała z magazynem psychologicznym Charaktery.
W 2011 została odznaczona Krzyżem Kawalerskim Orderu Odrodzenia Polski.
Wykorzystując własne badania empiryczne zajmowała się problematyką z zakresu psychologii poznawczej i psycholingwistyki, której była w Polsce prekursorką.